# شعب نارا

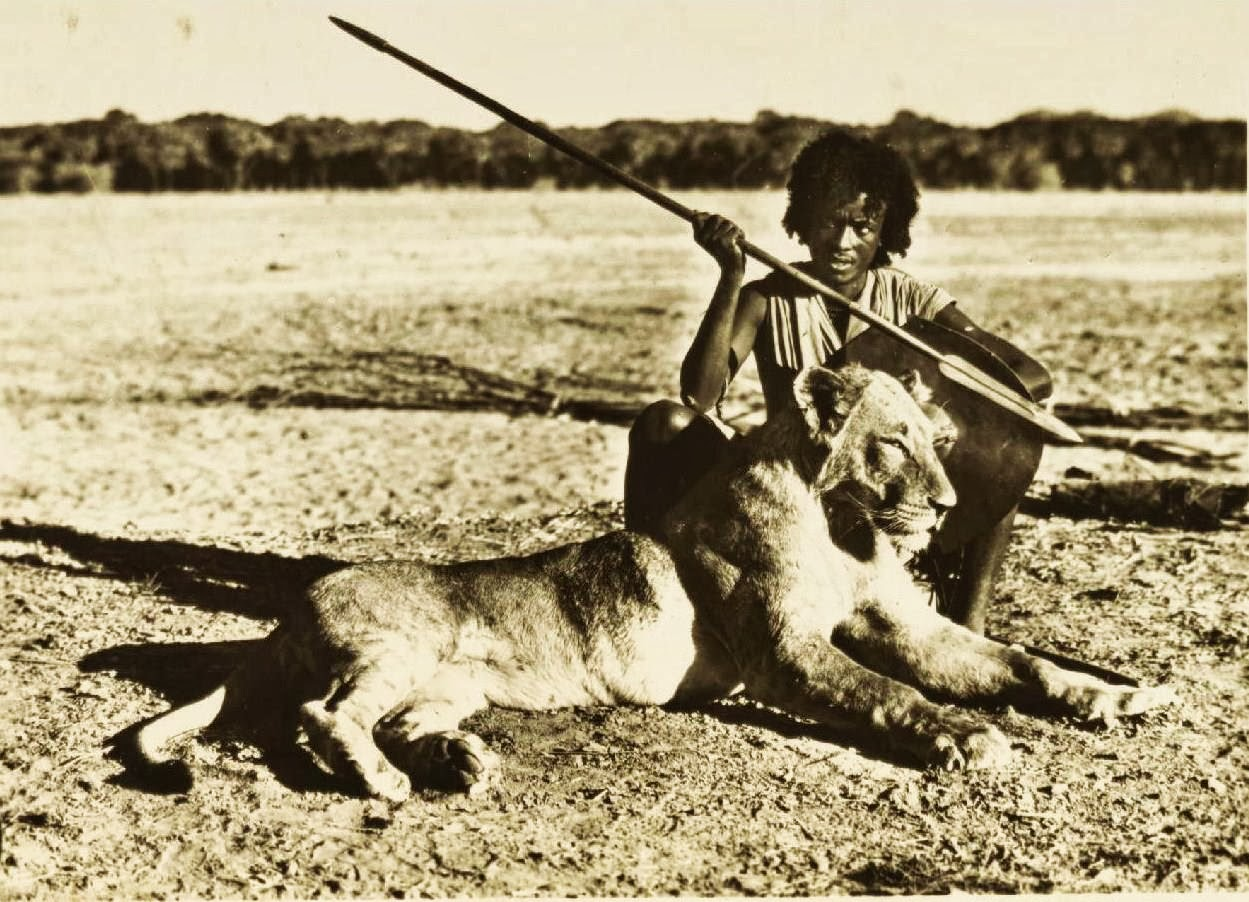
شخص من شعب نارا، مع أسد إرتيري

شعب نارا هي مجموعة عرقية كوشية تقطن ف السودان وغرب إرتيريا وينقسم مجتمع نارا إلى أربعة قبائل فرعية، ويعتنق شعب نارا الإسلام ومنهم علماء ورجال دين معروفون، وهم في الغالب يمتهنون الزراعة والرعي وكذلك التجارة، يتحدثون لغة نرابنا وهي لغة شمال شرقية وهي أخت للغة المروية والدنقلاوية والمحسية والكنزية الوثيقة الصلة والأصل والشبه وهم في الأصل لغة واحدة تفرعت إلى هذه اللغات الحالية بتفرق متحدثيها وفقاً كلاود رايللي وهي تنتمي إلى عائلة كوشية حضارية.

## نظرة عامة
وفقًا للحكومة الإريترية، فإن نارا هم أحفاد المستوطنين نيلو - صحراويين الأوائل في إريتريا، الذين هاجروا من منطقة أعالي النيل وتزاوجوا مع السكان المحليين من الأقزام.
يبلغ عدد شعب نارا حوالي 108,000. يشكلون حوالي 1.5٪ من سكان إريتريا. وهم يمتهنون الزراعة في الغالب، ويستقرون على طول الحدود مع السودان.
وينقسم سكان نارا إلى أربعة أفرع: هيجير، مغرب، كويتا وسانتورا. كانوا يعتنقون تقليديًا معتقدات إحيائية. بعد الاحتلال المصري في القرن التاسع عشر، أعتنق معظم شعب نارا الإسلام. مع أقلية تتبع الديانة المسيحية أيضًا. .
يعني اسم نارا «السماء السماء». كما كانوا يطلقون على أنفسهم اسم «باريا».